# Ouganda aux Jeux olympiques
L'Ouganda participe aux Jeux olympiques d'été depuis 1956, sauf en 1976 où un grand nombre de pays africains ont boycotté les Jeux de Montréal. Le pays n'a jamais participé aux Jeux d'hiver. 
Le pays a remporté au total 4 médailles d'or, 4 médailles d'argent et 3 médailles de bronze aux Jeux olympiques en boxe et en athlétisme. Les quatre titres olympiques de l'Ouganda ont tous été remportés en athlétisme, le premier par John Akii-Bua sur 400 m haies en 1972 à Munich, le deuxième par Stephen Kiprotich sur marathon en 2012 à Londres, les deux derniers par Peruth Chemutai sur 3 000 m steeple et par Joshua Cheptegei sur 5 000 m en 2021 à Tokyo.
Le Comité national olympique ougandais a été créé en 1950 et a été reconnu par le Comité international olympique en 1956.

## Médailles

### Liste des médaillés
| Médaille           | Nom               | Jeux         | Sport      | Compétition                 |
| ------------------ | ----------------- | ------------ | ---------- | --------------------------- |
| Médaille d'argent  | Eridadi Mukwanga  | Mexico 1968  | Boxe       | Men's bantamweight          |
| Médaille de bronze | Leo Rwabwogo      | Mexico 1968  | Boxe       | Men's flyweight             |
| Médaille d'or      | John Akii-Bua     | Munich 1972  | Athlétisme | 400 mètres haies hommes     |
| Médaille d'argent  | Leo Rwabwogo      | Munich 1972  | Boxe       | Men's flyweight             |
| Médaille d'argent  | John Mugabi       | Moscou 1980  | Boxe       | Men's welterweight          |
| Médaille de bronze | Davis Kamoga      | Atlanta 1996 | Athlétisme | 400 mètres hommes           |
| Médaille d'or      | Stephen Kiprotich | Londres 2012 | Athlétisme | Marathon                    |
| Médaille d'argent  | Joshua Cheptegei  | Tokyo 2020   | Athlétisme | 10 000 mètres hommes        |
| Médaille de bronze | Jacob Kiplimo     | Tokyo 2020   | Athlétisme | 10 000 mètres hommes        |
| Médaille d'or      | Peruth Chemutai   | Tokyo 2020   | Athlétisme | 3 000 mètres steeple femmes |
| Médaille d'or      | Joshua Cheptegei  | Tokyo 2020   | Athlétisme | 5 000 mètres hommes         |

### Médailles par jeux olympiques d'été
| Année | Médaille d'or, Jeux olympiques | Médaille d'argent, Jeux olympiques | Médaille de bronze, Jeux olympiques | Total |
| 1956  | 0                              | 0                                  | 0                                   | 0     |
| 1960  | 0                              | 0                                  | 0                                   | 0     |
| 1964  | 0                              | 0                                  | 0                                   | 0     |
| 1968  | 0                              | 1                                  | 1                                   | 2     |
| 1972  | 1                              | 1                                  | 0                                   | 2     |
| 1980  | 0                              | 1                                  | 0                                   | 1     |
| 1984  | 0                              | 0                                  | 0                                   | 0     |
| 1988  | 0                              | 0                                  | 0                                   | 0     |
| 1992  | 0                              | 0                                  | 0                                   | 0     |
| 1996  | 0                              | 0                                  | 1                                   | 1     |
| 2000  | 0                              | 0                                  | 0                                   | 0     |
| 2004  | 0                              | 0                                  | 0                                   | 0     |
| 2008  | 0                              | 0                                  | 0                                   | 0     |
| 2012  | 1                              | 0                                  | 0                                   | 1     |
| 2016  | 0                              | 0                                  | 0                                   | 0     |
| 2020  | 2                              | 1                                  | 1                                   | 4     |
| Total | 4                              | 4                                  | 3                                   | 11    |